# Réal espagnol
 (août 2025).
Si vous disposez d'ouvrages ou d'articles de référence ou si vous connaissez des sites web de qualité traitant du thème abordé ici, merci de compléter l'article en donnant les références utiles à sa vérifiabilité et en les liant à la section « Notes et références ».
Pour les articles homonymes, voir réal.
Ne doit pas être confondu avec Réal brésilien ou Réal portugais.
Le réal (en espagnol : real, signifiant littéralement « royal » ; au pluriel : reales, en français : « réaux ») est une monnaie d'argent espagnole en usage du XIVe siècle au milieu du XIXe siècle, et dont la valeur varia sensiblement au fil du temps,.
Le réal a servi de base à l'unité de compte de l'Empire espagnol.
En 1864, le réal est remplacé par l'escudo. En 1868, le cours du réal est établi à un quart de peseta.

## Histoire

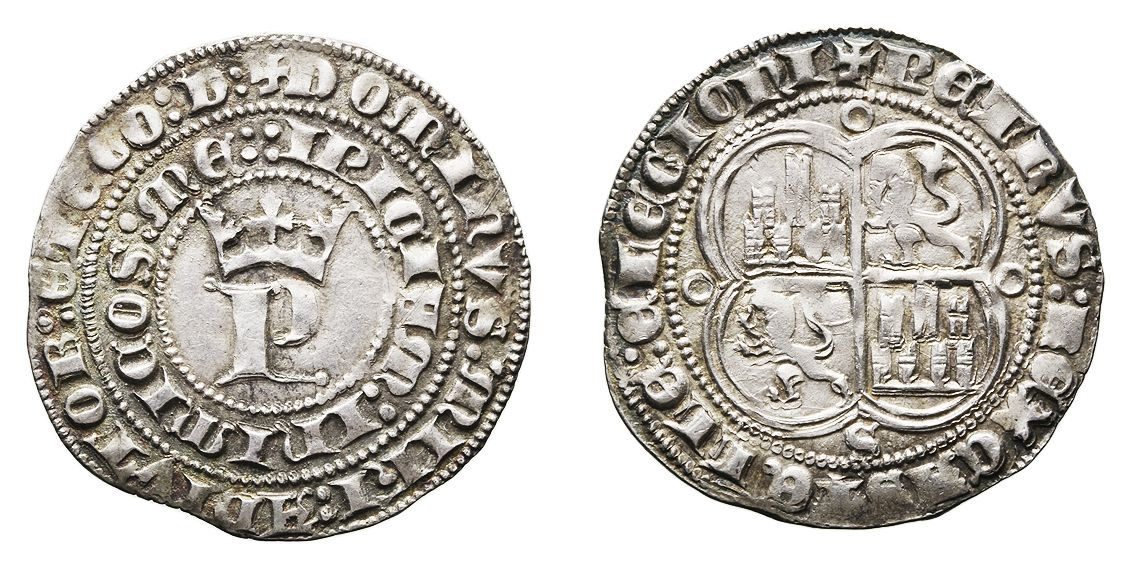
Pièce de 1 réal (recto et verso) émise sous Pierre Ier avant 1369 à Séville.

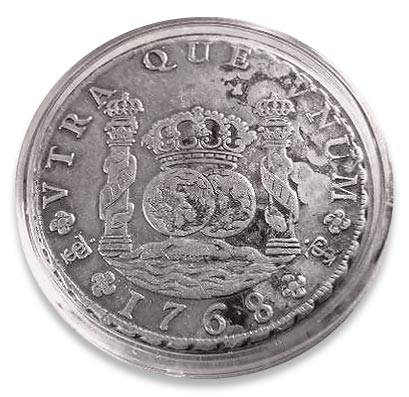
Pièce de 8 réaux en argent de l'Empire espagnol frappée dans la maison de la monnaie de Potosí, province du Haut-Pérou, en 1768.

Le réal consiste au départ en une pièce d'argent pesant 3,35 g, qui commence à circuler en Castille au milieu du XIVe siècle, sous le règne de Pierre Ier, et vaut 3 maravédis. On taillait 66 pièces dans un marc d'argent de Castille, pesant 230,0465 g à 930,6 millièmes. 
Ce taux de conversion augmente sensiblement au fil du temps, et à partir de 1497, sous le règne de Philippe II, il s'établit à 34 maravédis, quand le réal n'est plus fabriqué qu'en billon. Cette année-là, la pièce de 8 réaux d'argent est consacrée comme unité de compte dans les transactions internationales, avant de devenir la base du système monétaire de l'Empire colonial espagnol : son poids est proche de celui du thaler d'argent, bien que son titrage soit plus faible. Cette différence perdure jusqu'à la fin du XVIIIe siècle et eut pour conséquence un important trafic.
Système non décimal, 16 réaux d'argent donnaient 1 escudo d'or. Les multiples étaient les pièces de monnaie en argent d'un demi-réal, d'un réal (real de plata), de 2 réaux (real de a dos), de 4 réaux (real de a cuatro), et la pièce de 8 réaux (real de a ocho, elle est appelée en français, « pièce de huit » ou piastre), elle équivalait en espagnol à un peso de plata, d'où provient le mot peso. Circulant en Asie et en Amérique du Nord pendant tout le XVIIIe siècle, la pièce de huit, qui pesait exactement 27,07 g d'argent à 900 millièmes, est appelée « Spanish dollar » parmi, entre autres, les colons des Treize Colonies ; elle servit de modèle au dollar américain lors de la cession monétaire du Congrès en 1789. Les pièces de monnaie de l'ancien Empire colonial espagnol eurent cours légal sur le territoire des États-Unis jusqu'en 1873. La pièce de huit fut d'autre part l’ancêtre de toutes les monnaies en peso.
Créé en 1566, l'escudo d'or valait 16 réaux. Un doublon d'or - doblon de a dos - valait 4 pièces de 8 réaux, ou 2 escudo (d'où son nom), soit 32 réaux.
En 1642, deux sortes de réaux circulent : le real de plata composé d'au moins 85 % d'argent pur, et le real de vellón, ou réal de billon, titrant à moins de 50 %. Ces dernières circulent uniquement en Espagne. Ces différences entrainèrent des variations sur le change.

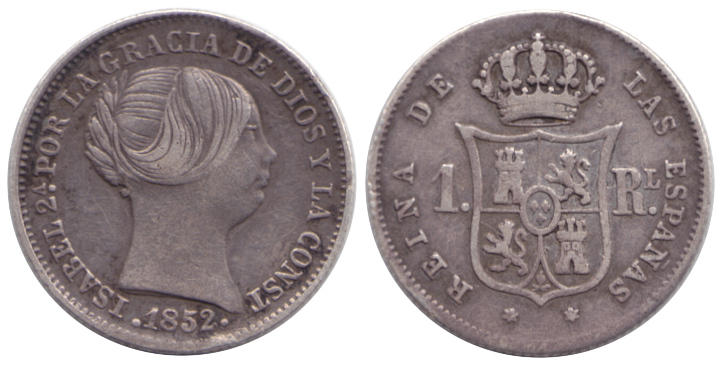
Pièce d'1 réal, Espagne, 1852, Isabelle II, pesant 1,3 g d'argent 900 millièmes.

En 1737, le real de plata fuerte (réal d'argent fort) fut introduit au taux de 2,5 réaux de billon (vellón) ou 85 maravédis.
En 1808, les deux systèmes continuent à coexister (fuerte/vellón), entraînant d'importantes transactions entre l'Europe, l'Asie et les Amériques, suivant l'évolution du cours de l'argent métal par rapport à l'or. Des pièces en billon de 10, 20, 80, 160 et 320 réaux sont frappées. La pièce de 8 réaux change de valeur et devient une pièce de 20 réaux, pesant 27 g d'argent. En 1847, la pièce de 20 réaux est ramenée à 26 g.
Le maravédis est supprimé en 1850 quand l'Espagne adopte enfin le système décimal :  1 réal = 10 decimas de real (10 décimes de réal) = 100 céntimos de real (100 centimes de réal).
En 1864, après une crise monétaire, le nouvel escudo remplace le réal au taux de 1 pour 10, mais la réforme de 1868 établit la peseta suivant le taux de conversion : 1 peseta = 0,4 escudo = 4 réaux.

## Émissions coloniales

### Réal de laNouvelle-Espagne

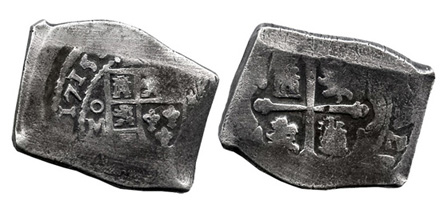
Frappe grossière (dite cob) d'une pièce de 8 réaux datée 1715, atelier de Mexico.

Le premier atelier monétaire est ouvert à Mexico en 1534 et une première série de monnaie voit le jour en 1536, d'où sortent les premiers maravédis, petites monnaies de cuivre destinées à endiguer le troc, pour des valeurs de 2 et 4 mais sont rejetées à l'usage ; ainsi qu'une série de pièces en argent de ¼, ½, et 1 de réal, et de 1, 2, 4 et 8 réaux. La quart de réal pesant 0,85 g d'argent n'est pas appréciée par les populations. Ces pièces d'argent ont une frappe régulière jusqu'en 1821. Vers 1650, la production au marteau s'accélère et la qualité de certaines frappes s'effondre : une pièce produite à cette époque s'appelle du terme anglais, cob, de par sa taille irrégulière ; après 1734, la frappe au balancier est introduite à Mexico, le type cob disparaît. La plus grosse pièce d'or frappée au Mexique est la 8 escudos pesant 27,07 g qui est fabriquée à partir de 1691. La particularité des frappes sous le règne de Ferdinand VII, est, qu'à partir de 1814, il fait fabriquer de petites monnaies en cuivre pour des valeurs de 1/16e, ⅛e, ¼ de réal, appelées respectivement pilòn, tlaco, et séñal ; le vellón valait un demi réal.

#### Lescolumnarios
Les columnarios sont des pièces d'argent frappées par l'Espagne entre 1732 et 1773 dans toutes ses colonies d'Amérique latine. La grande majorité était fabriquée dans des ateliers monétaires situés à Mexico. Le nom de ce type de réaux est inspiré de la présence des deux colonnes d'Hercule présentés sur le revers de la monnaie, drapés de la devise espagnole Plus ultra, encadrant l'ancien et le nouveau monde.

## Crédit de traduction
- (es) Cet article est partiellement ou en totalité issu de l’article de Wikipédia en espagnol intitulé « Real español » (voir la liste des auteurs).